# Аэрокосмический проспект
Аэрокосми́ческий проспе́кт (укр. Аерокосмічний проспект, до 1961 года Змиевская улица, до 26 июля 2024 года Проспект Гагарина) — одна из главных транспортных магистралей Харькова, связывающая центр города с аэропортом.

## История
Улица возникла в конце XVII века как дорога на Змиёв, позже её назвали Змиевской улицей. В начале XIX века улица доходила до нынешнего Молчановского переулка и оканчивалась каменным домом с большим фруктовым садом. В 1850-х годах она продолжала застраиваться на юг и дошла до Молочной улицы, где в то время оканчивался город. В 1876 году была замощена и стала частью шоссе на Змиёв. В дореволюционный период застраивалась медленно.
В советское время улица стала сосредоточением целого ряда промышленных предприятий: завод «Оргтехника», чулочная и ювелирная фабрики, завод дорожных машин и др. На базе бывших скотобоен был создан мясокомбинат. В 1928—1930 годах на южной окраине города, недалеко от Змиёвской улицы, был построен аэропорт «Основа».
23 августа 1943 года немцы отступили из города на южную окраину и в район аэропорта, при этом каждый день обстреливая артиллерией центр Харькова. В ночь с 27 на 28 августа именно по Змиевской улице группировка генерала Кемпфа предприняла попытку отбить город. Их остановили в районе нынешнего автовокзала (Левада) и отбросили обратно. Только после этого, 30 августа, был проведён митинг в честь освобождения Харькова с участием Конева, Жукова и Хрущёва.
В 1961 году улица была названа именем Юрия Гагарина, — первого в мире космонавта, после его полёта в космос. С этого времени на проспекте развернулось массовое жилищное строительство. По обеим сторонам проспекта были возведены новые жилые микрорайоны.
К сожалению, при этом были снесены старые исторические здания, в том числе корчма конца XVIII века на углу Нетеченской улицы и частный дом родителей академика Барабашова с построенной им на крыше в 1916 году обсерваторией (Змиевская, 1).
В 2004 году пробивка проспекта Гагарина между проспектом и улицей Гамарника была названа улицей Вернадского.

## Транспорт
В начале проспекта расположена станция метро «Левада», открытая в 1975 году. По проспекту проходят 3, 5, 6 и 49 троллейбусные маршруты, связывающие центр с южными окраинами города.

## Достопримечательности
- Памятник шестерёнке на углу ул. Вернадского и Нетеченской.
- Юрий Гагарин в скафандре, выходящий из магазина на углу Вернадского и Маломясницкой (до 2011 года), с 2011 года стоит в Эко-маркете на втором этаже (ул. Гагарина 20-А).
- Станция Харьков-Левада.
- Центральный автовокзал (1958 год).
- Цветочные часы (2008 год) (в 2011 году убраны с проспекта).
- 5-е городское кладбище (Харьков).
- Харьковский аэропорт.
- Огромный портрет Гагарина на стене 12-этажного дома.
- Крытый надземный пешеходный переход (мост) за перекрёстком проспекта Гагарина и Молочной улицы.

## Географические факты
- Станция метро Левада (бывшая Проспект Гагарина) с 2004 года не имеет ни одного выхода на проспект Гагарина. Все её выходы на улицу академика Вернадского и один на станцию Левада.
- Это произошло, поскольку в советское время проспект Гагарина раздваивался от Молчановского переулка (автостанции): часть шла направо к площади Руднева (книжный магазин «Дружба» — это пр. Гагарина, 1), а часть прямо, к Гимназической набережной (тогда Красношкольной).
- До конца XIX века Змиевскую улицу в районе Левады пересекало второе (старое) русло реки Харьков — Нетечь.
- В районе нынешнего Подольского моста некогда находился Васильевский остров на реке Харьков.

- вид в сторону центра
- начало проспекта около автовокзала
- улица Вернадского — бывшая часть проспекта

## Крупные торговые точки и промышленные предприятия
- Супермаркет «Таврия В»
- Металлобаза Харьковметалл-1
- Металлобаза Харьковметалл-2
- Харьковский мясокомбинат
- Супермаркет «АТБ»
- Супермаркет «Таргет»
- Супермаркет «Класс»
- Рынок «Одесская»
- Гипермаркет «Метро»
- Гипермаркет «Эпицентр»

## Учреждения здравоохранения
- 13-я городская больница
- Детский санаторий № 9

## Пересечения с улицами
С севера на юг:
- Нетеченская ул.
- Маломясницкая ул.
- Плехановская ул.
- Ул. Вернадского
- Молчановский пер.
- Ул. Николая Михновского
- Молочная ул.
- Державинская ул.
- Бутлеровская ул.
- 1-й Золотой въезд
- 2-й Золотой въезд
- Чугуевская ул.
- Золотой пер.
- Вишнёвая ул.
- Арматурный пер.
- Вербовая ул.
- Варламовский пер.
- Обоянская ул.
- Азербайджанская ул.
- Каштановая ул.
- Макеевская ул.
- Зерновая ул.
- Одесская ул.
- Просп. Героев Сталинграда
- Заводская ул.
- Ул. Ньютона
- Ул. Пильчикова
- Вокзальная ул.
- Дебальцевская ул.
- Льговская ул.
- Балаклейский пер.
- Батайская ул.
- Уссурийская ул.
- Южно-проектная ул.
- Ул. Сохора
- Просп. Льва Ландау
- Мерефянское шоссе
- Аэродромная ул.
- Аэрофлотская ул.
- Самолётная ул.
- Ул. Нестерова

## В культуре
В 2020 году харьковский музыкальный коллектив Хор одиноких сердец сержанта Пеппера выпустил альбом «Проспект Гагарина». Музыканты комментируют выбор названия так: «…потому что на проспекте Гагарина, 1 мы провели много часов, записывая альбом на On-Air studio. Потому что это Харьков как он есть, родной и без прикрас. Потому что это космические путешествия без скафандров и ракет. Потому что громогласно и раскатисто. Потому что это дорога, путь — достаточно широкий, чтобы по нему свободно вышагивал целый хор».